# Chlumeček (tvrz)
Tvrz v Chlumečku, který je místní částí Křemže, okres Český Krumlov, je kulturní památka České republiky. Součástí této kulturní památky je hospodářský dvůr. Památková ochrana byla vyhlášena dne 2. května 1995.
Tvrz je původem středověká. Stávající budova byla postavena koncem 16. století Oldřichem Častolarem z Dlouhé Vsi. Poté byla ves s tvrzí majetkem Častolarů z Dlouhé Vsi. V letech 1665 až 1673 patřil Chlumeček Karlu Maximiliánu Kořenskému z Terešova. V roce 1673 Chlumeček koupil Jan Augustin Miličovský z Braumberka, který v roce 1678 Chlumeček s pivovarem a palírnou prodal zlatokorunskému klášteru. V roce 1787 Chlumeček koupili Schwarzenbergové. V polovině 20. století místní jednotné zemědělské družstvo zanedbalo údržbu a zasypalo sklepy.
Kromě budovy samotné jsou cenné i jednotlivé historické konstrukce a detaily (klenby, zárubně dveří, dřevěné podlahy, štuková výzdoba apod.)..